# Gian Noceti Della Casa
Gian Noceti Della Casa, pseudonimo di Giovan Battista Noceti (Genova, 9 aprile 1874 – Roma, 18 agosto 1957), è stato un compositore e chitarrista italiano.

## Biografia
Nato a Struppa, all'epoca comune autonomo e in seguito inglobato nella città di Genova, dopo aver compiuto studi di violino e chitarra nel 1897 emigra in Francia dove inizia ad esibirsi come virtuoso con lavori di Niccolò Paganini, Girolamo Frescobaldi, Charles Gounod, Jules Massenet e Francisco Tárrega, nonché con composizioni proprie, tra le quali ventiquattro capricci per chitarra classica e numerosi tanghi: i più famosi furono Seduccion e Cimarosa, che ottennero successo mondiale.
Tenne concerti anche in Inghilterra, in Canada e in Algeria, esibendosi tra gli altri con Ruggero Leoncavallo, Bronisław Gimpel e con il soprano francese Lucienne Colleville, che divenne sua moglie. Negli anni '20 rientrò in Italia e continuò le sue esibizioni. Nel dopoguerra, stabilitosi a Roma, si dedicò all'insegnamento fino al 1955.
Nel cinema italiano fu autore delle colonne sonore di tre film tra il 1941 e il 1944 con il nome Gian Noceti Della Casa.

## Filmografia

### Colonne sonore
- La famiglia Brambilla in vacanza, regia di Carl Boese (1941)
- Paura d'amare, regia di Gaetano Amata (1942)
- Vietato ai minorenni, regia di Mario Massa e Domenico Maria Gambino (1944)